# Ludwig Brüel (Zoologe)
Friedrich Gustav Ludwig Brüel (* 8. Januar 1871 in Langen; † 20. Mai 1949 in Halle (Saale)) war ein deutscher Zoologe.

## Leben
Ludwig Brüel entstammte einer ursprünglich in Verden lebenden, dann nach Süddeutschland gezogenen Familie. Sein Vater war ein Arzt. Nach seiner Grundausbildung in Darmstadt begann er 1888 das Studium der Zoologie und Chemie an der Universität Leipzig. Später wechselte er an die Universität Freiburg im Breisgau, dann wieder nach Leipzig und beendete das Studium 1895. Zwei Jahre darauf wurde er zum Doktor phil. promoviert. Anschließend führte ihn eine Forschungsreise an die Zoologische Station Neapel.
Im Jahr 1902 ging Brüel als Assistent an das Institut für Zoologie an der Universität Halle. Zwei Jahre später habilitierte ihn die Universität und stellte ihn 1911 als außerordentlichen Professor an. An der Freiburger Universität hielt er 1918/1919 den Lehrstuhl inne. Seit 1921 betreute er die Säugetiersammlung der Universität Halle. Am 27. März 1923 wurde er Mitglied der Deutschen Akademie der Naturforscher Leopoldina. 1924 ernannte ihn die Universität Halle zum wissenschaftlichen Assistenten bei den Zoologischen Sammlungen und zum nichtbeamteten außerordentlichen Professor. In dieser Zeit ließ er die Sammlungen neuordnen, beeinflusst von Valentin Haecker, fügte noch fehlende Arten hinzu und veranlasste die Überarbeitung der Wirbeltiertypen. 1934 wurde er auch zum vertretenden Direktor des Instituts für Zoologie ernannt.
Im Oktober 1936 trat Brüel in den Ruhestand. Dennoch gab er seine Lehrtätigkeit nicht auf. Seit 1945 hielt er auch biologische Vorlesungen und erhielt 1948 einen Forschungsauftrag. Am 20. Mai des nächsten Jahres starb er in Halle im Alter von 78 Jahren.

## Schriften (Auswahl)
- Anatomie und Entwicklungsgeschichte der Geschlechtsausführwege sammt Annexen von „Calliphora erythrocephala“. (Dissertation, G. Fischer, 1897).
- Über die Geschlechts- und Verdauungsorgane von „Caliphylla mediterranea“ (Costa): ihr morphologischer Wert und ihre physiologische Leistung. Einladungsschrift von Dr. Ludwig Brüel. E. Karras, 1904.